# Epanycles imperialis
Epanycles imperialis là một loài bướm đêm thuộc phân họ Arctiinae, họ Erebidae.